# Loi du 11 floréal de l'an X
 (novembre 2016).
La loi du 11 floréal de l’an X, votée le 1er mai 1802 sous le consulat de Napoléon, est l'un des principaux changements subis par l'enseignement français. En effet, cette loi institua les lycées en remplacement des écoles centrales et réforma l'enseignement secondaire et spécial. 
Cette loi, composée de 44 articles, vit le jour grâce à Antoine-François Fourcroy et Jean-Antoine Chaptal et fut voulue par Napoléon afin de produire « un modèle et montrer l’effet stimulant et régularisateur sur la masse des écoles secondaires ». Néanmoins, elle ne fut pas mise en application immédiatement, et elle n’eut pas le succès escompté par le consul.

## Le projet Chaptal
Avant que cette loi fût votée, il y eut de nombreuses propositions. Celle de Chaptal était la plus novatrice et son projet de loi vit le jour en novembre 1800. Il ne s'était pas écoulé un an depuis que Napoléon avait réussi son coup d’état, quand le gouvernement demanda à Jean-Antoine Chaptal de présenter un rapport général et surtout un projet de loi sur l’instruction publique à cette époque. En effet, les notables des états généraux voulaient restaurer le principe des collèges en les améliorant.
Celui-ci, alors conseiller de l’état et ministre de l’intérieur, était déçu du secteur scolaire durant la période révolutionnaire et considérait qu’il n’y avait personne qui s’y intéressait afin améliorer ses pratiques assez mauvaises. Il déplorait le manque d'écoles primaires dans les campagnes et critiquait fortement les pratiques et l’organisation des écoles centrales.
Il exposa ses exigences pour une meilleure instruction. Il était partisan de la liberté d'accès à l’éducation et de la création d'écoles libres pour chacun. Il insista sur une amélioration des écoles primaires et voulut multiplier le nombre d’écoles centrales sur le territoire français. Il soumit, directement après son investiture, son projet de loi qui ne sera pas retenu par le premier consul. En effet, selon ce dernier, l’État devrait avoir son rôle à jouer dans la direction de ce sujet capital et Chaptal négligeait ce point.

## La loi du 11 floréal de l’anX
Le consul demanda à Antoine-François Fourcroy de réfléchir à un projet de loi plus intéressant que celui de Chaptal. Aidé par Pierre-Louis Roederer, ils se référèrent à une enquête faite par le ministre de l’intérieur. Ils se rendirent compte que la loi Daunou (brumaire de l’an IV durant le Directoire) n’avait pas eu les effets escomptés et voulurent donc trouver des solutions.
Avant d’être présentée devant le corps législatif, Napoléon s'impliqua personnellement à la mise en forme de cette loi. Il fallut jusqu’à 12 modifications avant de trouver, selon lui, la bonne. Le 30 germinal de l'an X (20 avril 1802), elle fut officiellement présentée devant le Sénat. Ensuite, le 11 floréal de l’an X (1er mai 1802), la réforme fut votée avec 80 voix pour et 9 voix contre. Mais le 10 floréal, Fourcroy dut se défendre devant le corps Législatif et s’expliquer sur certains points comme le fait de confier les écoles primaires aux communes. Elle fut malgré tout adoptée officiellement ce jour-là avec 251 boules blanches et 27 boules noires.
Cette loi fut divisée en 44 articles et en 9 titres prédéfinis. Celle-ci toucha trois sections de l’enseignement : les écoles primaires, secondaires et spéciales. Mais l’État ne s’intéressa pas vraiment à l’instruction primaire et secondaire, et privilégia la nouveauté qu’apportait cette législation : les lycées. Ils placèrent beaucoup d'espoir en ces établissements, ne voulant pas reproduire l’échec cuisant des écoles centrales durant le Directoire.

### Les écoles primaires
L'État laissa les établissements primaires aux communes mais exigea qu’un sous-préfet surveillât les agissements de celles-ci et lui fît un rapport tous les mois. Il faut noter que Fourcroy voulait que les communes prissent en charge les petites écoles car, selon lui, la législation votée pendant le Directoire (qui exigeait que l’enseignement soit toujours pris en charge par l’État) empêchait véritablement l’installation de ces établissements et la rémunération des hommes de métier.
C’est à la commune et donc au maire de celle-ci de trouver le personnel enseignant et un lieu pour les loger. Pour les parents qui ne pouvaient pas payer les études de leurs enfants, on prévit d’aider ceux-ci en les dispensant de la contribution scolaire. Mais celle-ci ne fut mise en application que pour un cinquième des élèves.
L'objectif de l'école primaire était l'apprentissage de la lecture, de l'écriture et l'acquisition des premières notions de calcul.

### Les écoles secondaires
Le terme d'école secondaire apparut pour la première fois dans cette loi. Il comprenait deux types d'établissement, celui des collèges, confiés aux particuliers, et aux communes, et celui des lycées, gérés par l'État.
Fourcroy proposa de supprimer les écoles centrales pour pousser les communes à installer et entretenir leurs écoles secondaires. Ces études, quelle que soit la filière choisie, étaient payantes. L'enseignement n'était donc pas encore gratuit sous Napoléon.

#### Les Collèges
Le nom collège fut attribué peu après cette loi afin de distinguer ce type d’établissement par rapport aux lycées.
Ils représentaient le deuxième degré d’instruction après les écoles primaires. Ils pouvaient être contrôlés par le privé ou par les municipalités. Mais ceux-ci devaient demander chaque année s'ils pouvaient ouvrir leurs portes pour la rentrée scolaire.
Les matières de l’enseignement étaient identiques à celles de l’Ancien Régime : on enseignait les bases de latin, des mathématiques, du français, de géographie et d'histoire.
Les enseignants étaient choisis par le directeur du collège ; les parents contribuaient à leur salaire en payant l'année scolaire de leurs enfants.
Des changements survinrent avec différents décrets postérieurs, concernant par exemple les uniformes, le confort.

#### Les Lycées
Les lycées représentaient le troisième degré d’instruction. Ils étaient répartis en trois classes, le niveau le plus élevé étant celui des lycées parisiens. Ces classes déterminaient le montant de la rétribution et la pension des professeurs.
Pour chaque lycée ouvert, on assista à la fermeture de 3 écoles centrales. Il y en eut en tout 45, un par arrondissement possédant un tribunal d’appel sur le territoire français de l’époque.
Pour la création des lycées, Fourcroy s'était référé au modèle de l’ancien Collège Louis-le-Grand qui devint donc en 1803, le Lycée de Paris (premier lycée en France).
Ces établissements scolaires laïques suivaient un cursus qui leur était propre. Ce cursus comportait un nombre d'années fixe et les lycées offrirent aussi des services particuliers (des cours de remédiations ou des activités ludiques). Ils comportaient aussi des internats permettant un suivi pédagogique.

##### Personnels
Des équipes d’inspecteurs parcoururent les différents départements français pour trouver les écoles centrales pouvant devenir les futurs lycées.
Les professeurs étaient au nombre de 8 (4 pour les belles lettres et 4 pour les mathématiques). Des maîtres d’études surveillaient les élèves et encadraient le personnel enseignant. Un proviseur, un censeur d’études et un procureur gérant étaient chargés de faire respecter la loi dans l’enceinte des bâtiments lycéens.
Ces établissements furent au départ créés pour les boursiers nationaux, fils de fonctionnaires et de militaires morts durant l’exercice de leurs fonctions. Mais pour augmenter les effectifs, on réalisa un examen d'entrée par tranche d’âge pour les meilleurs élèves des meilleures écoles secondaires reconnues par la loi. Cela concernait les enfants des nobles, bourgeois, fonctionnaires et militaires. L’enseignement dans les lycées était donc peu accessible à tous. Finalement, on accepta des élèves externes et des pensionnaires libres.

##### Les cours
Les cours connurent de nombreux changements. Alors que dans les écoles centrales, les élèves choisissaient les conférences qui les intéressaient, dans les lycées, les cours furent structurés et gradués. Dans les classes, on pouvait ainsi trouver des garçons de tout âge mais de même niveau.
On programma pour les élèves trois ans de latin et deux de belles-lettres ainsi que cinq années de mathématiques commençant à partir de la deuxième année d'apprentissage. Le cursus, imposé, était composé de deux années de « grammaire », deux années « d’humanité » et deux de « rhétorique ». L'enseignement des lettres comportait les langues anciennes, la rhétorique, la logique, la morale, celui des sciences comprenait les mathématiques et la physique.
On adopta une discipline militaire avec le port de l'uniforme, l'utilisation de tambours à la place de la cloche, la lecture du Bulletin de la Grande Armée au dîner, etc.

### Les écoles spéciales
Elles étaient le dernier niveau d’instruction d’après la loi (avant la création des universités impériales en 1806).
Les écoles spéciales étaient à la charge de l’État. Celles qui existaient déjà auparavant furent reprises avec l’autorisation de transformer en profondeur leur organisation. Celles-ci devaient être localisées près d’un lycée.
On créa de nombreuses écoles en plus de celles qui existaient (l'École polytechnique, les écoles de médecine et de droit) : dix établissements de droit ainsi que trois de médecine en plus. On instaura de nouvelles écoles : quatre d’histoire naturelle, quatre de physique, quatre de chimie, une de géographie, une d’histoire, une d’économie politique, deux d’art mécanique, une de mathématiques transcendantes, une de dessin et une militaire. Pour chaque école spéciale existait un nombre précis de professeurs requis.
Napoléon porta un intérêt particulier aux écoles militaires.
Si la loi du 11 Floréal An X en annonçait la création, c'est la loi du 22 Ventôse An XII (13 mars 1804) qui en précisa le contenu pour les écoles de droit, qui fut porté par le conseiller d'État Théophile Berlier. 

## Les conséquences et avancement de cette loi

### La mise en place de la loi
Fourcroy, qui n’était autre que le directeur de l’instruction publique, suivit toute la mise en route par l’administration. Il fut maître de l’organisation des 300 collèges communaux, des 12 écoles de droit et surtout des 45 lycées.
Trois équipes formées chacune d’un inspecteur d’études et d’un commissaire de l’Institut inspectaient les écoles secondaires formant de bons élèves pour remplir les nouveaux lycées. Ils visitèrent aussi les écoles centrales pour voir si les bâtiments pouvaient être reconvertis en lycées en bonne et due forme.
Les filles n'étaient pas acceptées dans les écoles et elles le furent pas avant les années 1880 (Lois Jules Ferry). L'instruction féminine publique n'existe donc pas encore à cette époque.

#### Ordre d'installation des lycées
Voici la liste des villes hébergeant les quarante-cinq lycées institués par la loi : Bordeaux, Bruxelles, Douai, Lyon, Marseille, Mayence, Moulins, Rennes, Turin, Besançon, Rouen, Strasbourg, Amiens, Angers, Bourges, Caen, Cahors, Dijon, Grenoble, Liège, Limoges, Metz, Montpellier, Nîmes, Orléans, Pau, Poitiers, Reims, Toulouse, Paris (trois lycées au total, le premier étant celui de l’ancien collège Louis-le-Grand (premier lycée ouvert)), Avignon, Bonn, Bruges, Clermont, Gand, Rodez, Nantes, Nice, Pontivy, Versailles, Alexandrie et Nancy,.
Certains se trouvaient au-delà des limites de la France actuelle car sous l’époque napoléonienne, une partie de la Belgique, de l'Allemagne, de l'Italie et de la Suisse faisaient partie du territoire français.

### Les changements par rapport à la loi
Par l'arrêté du 10 décembre 1802, les Frères de l’école chrétienne eurent malgré tout la permission d'envoyer leurs aumôniers enseigner dans les écoles primaires et secondaires en raison d'un manque d’enseignants laïques. La laïcité disparaitra avec la pratique de la prière et d'un cours de catéchisme un peu plus tard.
Dans les lycées, les matières de belles lettres reprirent le dessus malgré l’équilibre voulu. Concernant les professeurs, leur nombre diminua assez rapidement. En effet, en 1804, on n’avait plus 8 mais 6 enseignants (toujours 4 pour les belles-lettres mais seulement 2 pour les mathématiques). L’égalité des cours entre les lettres et les mathématiques s’effaça assez rapidement restaurant ainsi l’importance fondamentale des lettres et du latin.

### Un échec
Concernant les écoles primaires, seul un quart de la population en âge d'être scolarisée trouva un établissement. On pouvait le comprendre vu le peu d’intérêt que le gouvernement et le consul montraient envers cette institution. De plus, les enseignants étaient mal formés et souvent obligés d'exercer une autre profession pour compléter leurs maigres revenus.
On remarqua assez rapidement un manque d’enthousiasme pour venir étudier dans les lycées avec un pourcentage de 17,5 % de pensionnaires libres. En effet, la moitié des élèves étaient des boursiers. Ceux-ci même, choisis selon des critères de paternité, n’avaient pas le potentiel requis pour suivre ces cours et avaient peu de chance de réussite. Enfin, les établissements ne s’installaient que très lentement. Sur les 45 lycées prévus, on en comptait que 29 en 1809.
Par contre, les collèges eurent un réel succès d’après un rapport de Fourcroy de 1806, quelques années après la mise en place de son projet.